# Парк Бальбоа
Парк Бальбоа (англ. Balboa Park) — исторический городской парк культуры площадью 1200 акров (490 га) в Сан-Диего, Калифорния. Парк, объявленный заповедником в 1835 году, является одним из старейших в США мест отдыха для населения. В парке расположены различные музеи, театры, рестораны и зоопарк Сан Диего. Парк находится под управлением и на обслуживании Департамента парков и отдыха города Сан-Диего.
В парке Бальбоа проходили Панамо-Калифорнийская международная выставка 1915—1916 годов и Калифорнийско-Тихоокеанская международная выставка 1935—1936 годов, которые оставили после себя архитектурные памятники. В 1977 году парк и его исторические выставочные здания были объявлены Национальным историческим памятником и включены в Национальный реестр исторических мест США.
Парк имеет прямоугольную форму, ограниченную Шестой авеню на западе, улицей Упас на севере, 28-й улицей на востоке и бульваром Расс на юге. Форма территория была изменена за счёт добавления природной зоны Марстон Хиллз в северо-западном углу парка, в то время как юго-западный угол занят частью района Кортес Хилл в центре Сан-Диего и средней школой Сан-Диего, отделенных от парка межштатной автомагистралью I-5. Также к северному периметру парка подходит территория средней школы Рузвельта.
Два каньона, идущие с севера на юг — каньон Кабрильо и каньон Флорида — пересекают парк и разделяют его на три холма. Узкая полоса, граничащая с Шестой авеню на западной окраине парка, предоставляет зоны для пассивного отдыха, травяные поля, рощи и места для костра. В центральной части расположена большая часть культурных объектов парка, включая лагеря скаутов, зоопарк Сан-Диего, музей Прадо и Inspiration Point. В восточной части находится стадион «Морли Филд» и множество мест для активного отдыха.
Парк пересекают несколько автомагистралей, занимающих в общей сложности 111 акров (0,45 км²), которые когда-то были отведены под парковую зону. В 1948 году через каньон Кабрильо и под мостом Кабрильо была проложена трасса State Route 163. Этот участок дороги, первоначально называвшийся автострадой Кабрильо, считается одной из самых красивых парковых дорог Америки. Часть межштатной автомагистрали I-5 была проложена в парке в 1950-х годах.
Главный вход в парк осуществляется через мост Кабрильо и Калифорнийский четырёхугольник. К нему ведёт двухполосная дорога, обеспечивающая проезд к парку для автомобилей. План перенаправить транспортное движение к югу от Калифорнийского четырёхугольника, чтобы сделать его пешеходной зоной, был отклонен после судебных разбирательств, но был вновь одобрен после того, как судебные иски были отклонены, и планировался к завершению в 2019 году.
Длинная и широкая набережная и бульвар Эль-Прадо проходит через центр парка. Большинство зданий, расположенных вдоль этой улицы, построены в стиле испанского колониального возрождения — богато украшенном сочетании европейской испанской архитектуры и испанской колониальной архитектуры Новой Испании — Мексики. Вдоль этого бульвара расположено множество музеев и культурных достопримечательностей, включая Музей «Нас», Художественный музей Сан-Диего, Музей фотоискусства, Художественный институт Сан-Диего, Музей моделей железной дороги Сан-Диего, Музей естественной истории Сан-Диего, Исторический центр Сан-Диего, Научный центр имени Рубена Х. Флита и Художественный музей Тимкена. Среди других достопримечательностей Эль-Прадо — пруд «Отражение», решетчатое здание Ботанического сада и фонтан Беа Эвенсон. Рядом с набережной находятся Музей авиации и космонавтики Сан-Диего и Автомобильный музей Сан-Диего,
Калифорнийская колокольня.
Следует отметить Органный павильон Шпрекельса, где установлен один из крупнейших в мире органов под открытым небом; комплекс театра «Олд Глобус», включающий копию шекспировского театра «Глобус», открытую сцену и круглый театр; открытый амфитеатр «Старлайт Боул». В театре «Каса дель Прадо» располагается Детский театр Сан-Диего, старейшая в стране детское театральное заведение. В коттеджах Международного дома тихоокеанских отношений, расположенных на Эль-Прадо, предлагаются бесплатные развлекательные шоу.

## Музеи
- Музей естественной истории Сан-Диего
- Культурный центр Сан-Диего
- Музей Комик-Кона
- Научный центр флота
- Дом Джорджа У. Марстона
- Институт современного искусства Сан-Диего
- Международный музей Мингей
- Музей фотоискусства
- Музей «Нас»
- Музей авиации и космонавтики Сан-Диего
- Автомобильный музей Сан-Диего
- Исторический центр Сан-Диего
- Музей моделей железной дороги Сан-Диего
- Художественный музей Сан-Диего
- Музей естественной истории Сан-Диего
- Художественный музей Темкина
- Музей ветеранов и мемориальный центр